# Zina Harman
Zina Harman (hebr.: זינה הרמן, ur. 28 kwietnia 1914 w Londynie, zm. 21 stycznia 2013) – izraelska ekonomistka i polityk, w latach 1964–1966 dyrektor UNICEFu, w latach 1969–1974 poseł do Knesetu z listy Koalicji Pracy.

## Życiorys
Urodziła się 28 kwietnia 1914 w Londynie. Ukończyła studia na London School of Economics. Do Palestyny wyemigrowała w 1940.
W latach 1951–1955 była członkiem izraelskiej delegacji do Organizacji Narodów Zjednoczonych. Następnie pracowała w Ministerstwie Spraw Zagranicznych.
W latach 1964–1966 była dyrektorem UNICEFu.
W wyborach parlamentarnych w 1969 po raz pierwszy i jedyny dostała się do izraelskiego parlamentu. W wyborach w 1973 utraciła miejsce w Knesecie.
Zmarła 21 stycznia 2013.